# Dybnik
Dybnik (bułg. Дъбник) – wieś w Bułgarii, w obwodzie Burgas, w gminie Pomorie. W 2023 roku liczyła 788 mieszkańców.